# Stade Auguste-Bonal
Pour les articles homonymes, voir Auguste Bonal et Bonal.
Le stade Auguste-Bonal ou stade Bonal est une enceinte sportive située sur la commune de Montbéliard (Doubs). Principal équipement sportif de l'agglomération, il est aussi le plus grand stade de Bourgogne-Franche-Comté en termes de capacité.
Construit en 1931 sous le nom de stade de la Forge, l'enceinte jouxte les usines Peugeot dont la marque a été l'actionnaire du FC Sochaux-Montbéliard jusqu'en 2015. Son histoire est intimement liée à celle du club franc-comtois. Le stade porte depuis 1945 le nom d'Auguste Bonal, qui était un ancien dirigeant sochalien et fut tué par les Allemands lors de la Seconde Guerre mondiale. Rénovée à plusieurs reprises, l'enceinte actuelle est inaugurée en 2000, à l'occasion du Trophée des champions opposant le FC Nantes à l'AS Monaco.
Le stade Bonal est l'hôte de tous les matchs à domicile du FC Sochaux-Montbéliard et, plus épisodiquement, des clubs régionaux en Coupe de France. Il a également accueilli l'équipe de France de football en 2006, de rugby en 2008 et deux tournées du chanteur Johnny Hallyday en 2009 et 2012. Le record d'affluence est détenu par l'ancien stade lors d'un match de championnat entre le FC Sochaux et l'AS Saint-Étienne le 16 mai 1976 (quatre jours après la finale de coupe d'Europe perdue par les Verts) avec 20 886 spectateurs. 

## Histoire

### L'ancien stade
Entre 1928 et 1931, le FC Sochaux évolue au Stade de la Carrosserie, puis au Stade du champ de foire (aujourd'hui stade René-Blum).
L'histoire du Stade Bonal est presque aussi vieille que celle du FC Sochaux-Montbéliard. Une enceinte qui n'a pas toujours porté le même nom.
Au début des années 1930, le club sochalien draine les foules après seulement trois ans d'existence. Les dirigeants de Peugeot et du club décident de construire un stade ex nihilo. L'emplacement est un terrain disponible à proximité des forges des Automobiles Peugeot qui avaient été construites après la première guerre mondiale.
Une petite tribune de 1 000 places est d'abord mise en place autour d'une pelouse semée de graines anglaises. 
Le 11 novembre 1931, lors d'un match de Coupe Peugeot, les Sochaliens battent le Stade Français et inaugurent de belle manière l'enceinte désormais dénommée le Stade de la Forge. Dans ce stade, les spectateurs du club assistent à un spectacle unique comme lorsque le FCSM terrasse 12-1 l'équipe de Valenciennes. Le match le plus prolifique de l'histoire du stade qui voit qui plus est Trello Abegglen marquer à sept reprises.
Peu à peu, des améliorations sont réalisées. Ce sont d'abord de nouvelles tribunes, la construction de virages puis une couverture qui viennent embellir la construction.
En 1935, le record est porté à 10 160 spectateurs, dont 3 000 assis. Pour augmenter sa capacité, les usines Peugeot prêtent des remorques qui sont placées derrière les cages.
L'enceinte sochalienne vit les plus belles heures du club d'avant-guerre. Le 12 mai 1935, le FC Sochaux-Montbéliard devient champion de France après une franche victoire (3-0) contre l'Olympique de Marseille.
En juillet 1945, le stade de la Forge est rebaptisé stade Bonal en mémoire d'Auguste Bonal, ex-directeur sportif du club, assassiné par les Allemands pour refus de collaboration le 21 avril 1945.
Un éclairage est inauguré le 22 mai 1957 à l'occasion d'un match contre les Anglais de Burnley. Les projecteurs du Stade Bonal deviendront les plus puissants de France en 1963. Le gazon gagne quant à lui la réputation de plus belle pelouse de France. La faute à la passion qu'entretient avec elle Roger Dirand pendant trente-cinq ans.
Le stade Auguste Bonal vieillit peu à peu au point de paraître vétuste. En 1973, au moment d'aborder la première coupe d'Europe de son histoire, les dirigeants craignent de ne pas pouvoir utiliser leur enceinte. Quelques menus travaux et un grand coup de peinture suffiront.
Au début des années 1990, la question se pose plus sérieusement encore de l'avenir de la vieille enceinte. Pour évoluer en première division, les normes sont strictes et le FCSM doit trouver une solution. La date de 1998 est avancée comme date de fin des travaux. C'est finalement à cette date que la reconstruction commence. Reconstruction car le club et les collectivités locales ont décidé de garder l'emplacement à proximité des usines, entre les villes de Sochaux et Montbéliard.

### Le nouveau Bonal

#### Construction
Trente cinq mois de travaux (du printemps 1997 à 2000), financés par les collectivités locales (Communauté d'agglomération du pays de Montbéliard, département du Doubs, villes de Montbéliard et de Sochaux), sont nécessaires pour offrir au FC Sochaux une nouvelle enceinte moderne, sur le modèle du stade Michel-d'Ornano construit quelques années plus tôt à Caen.

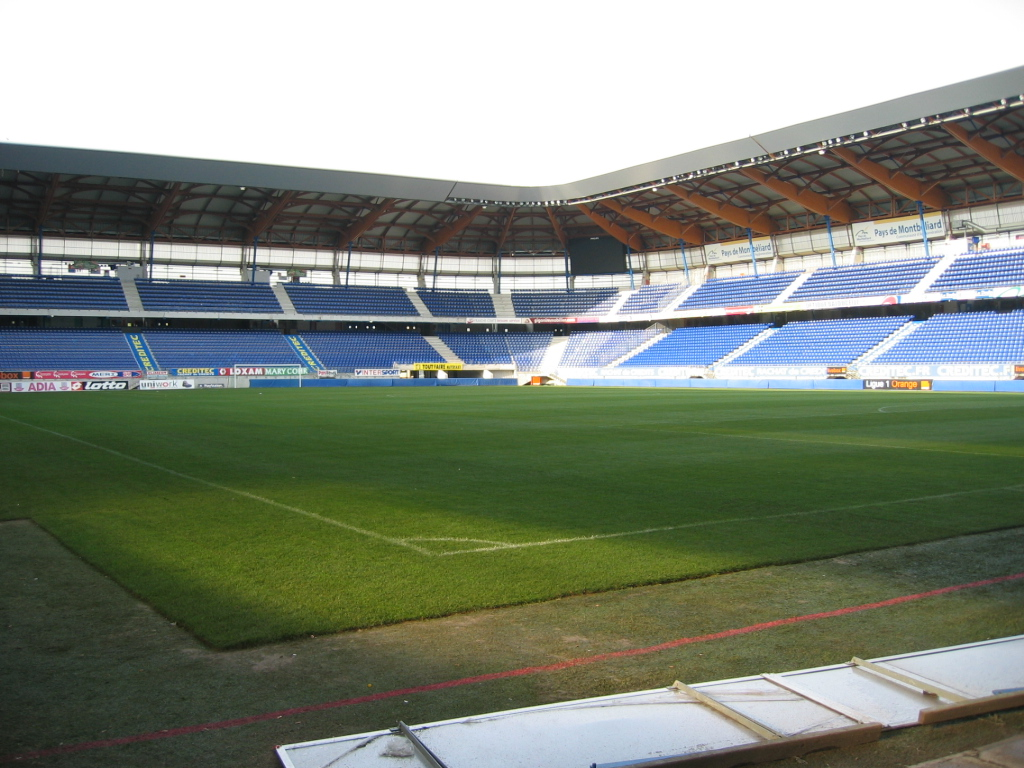
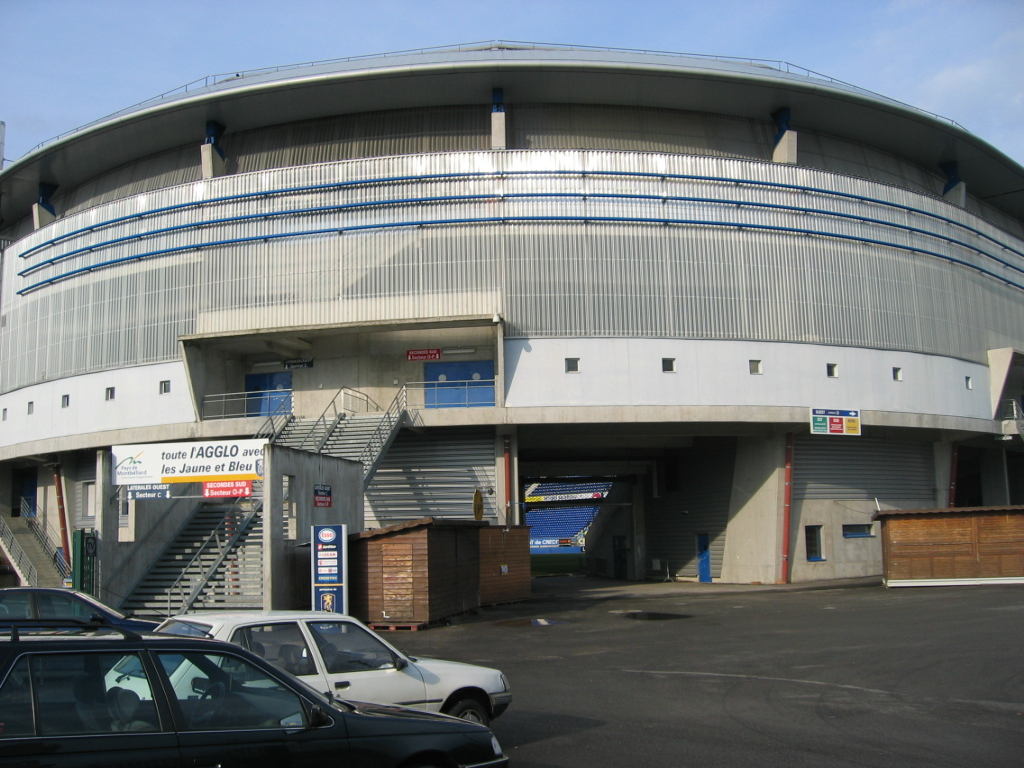
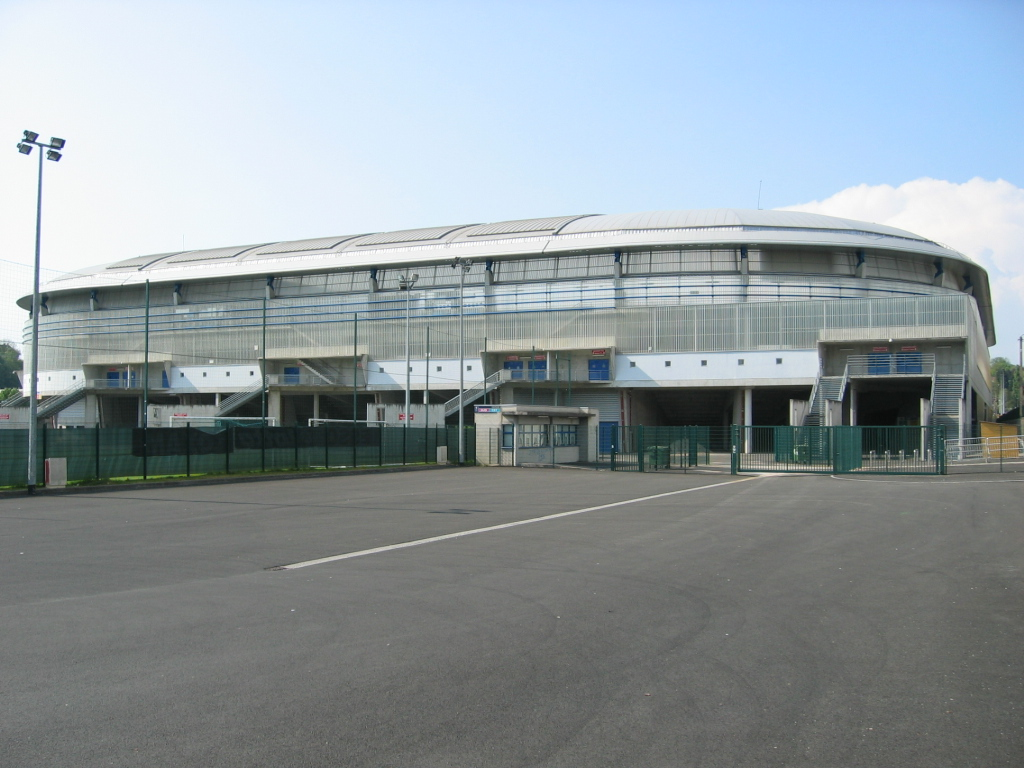
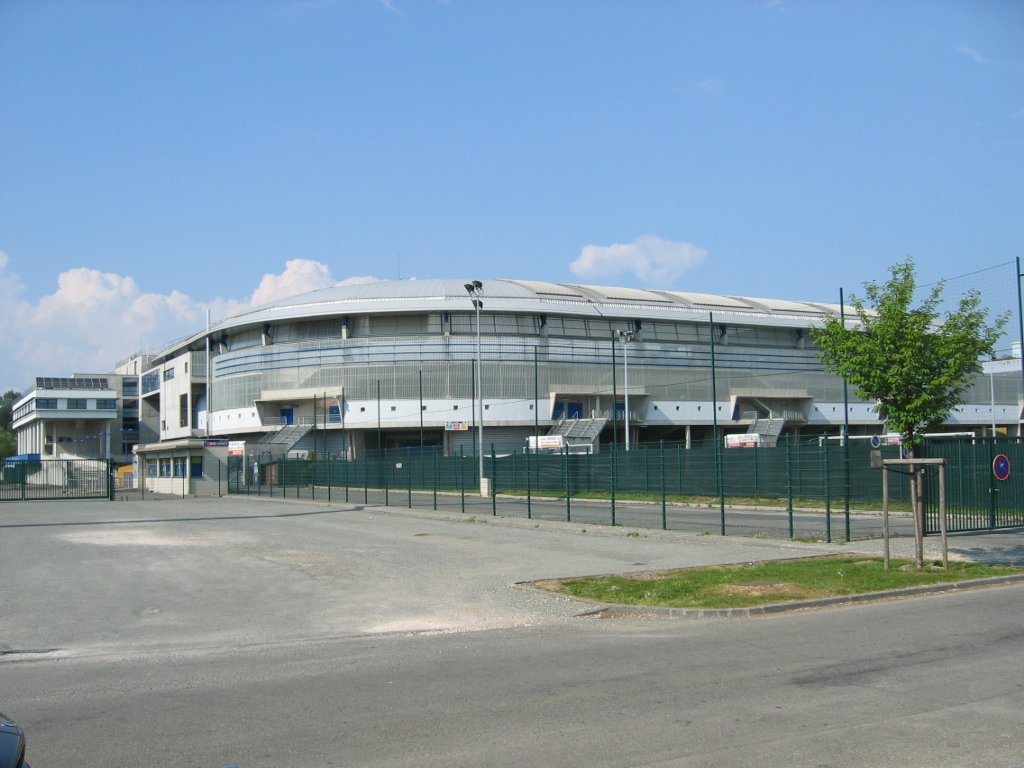
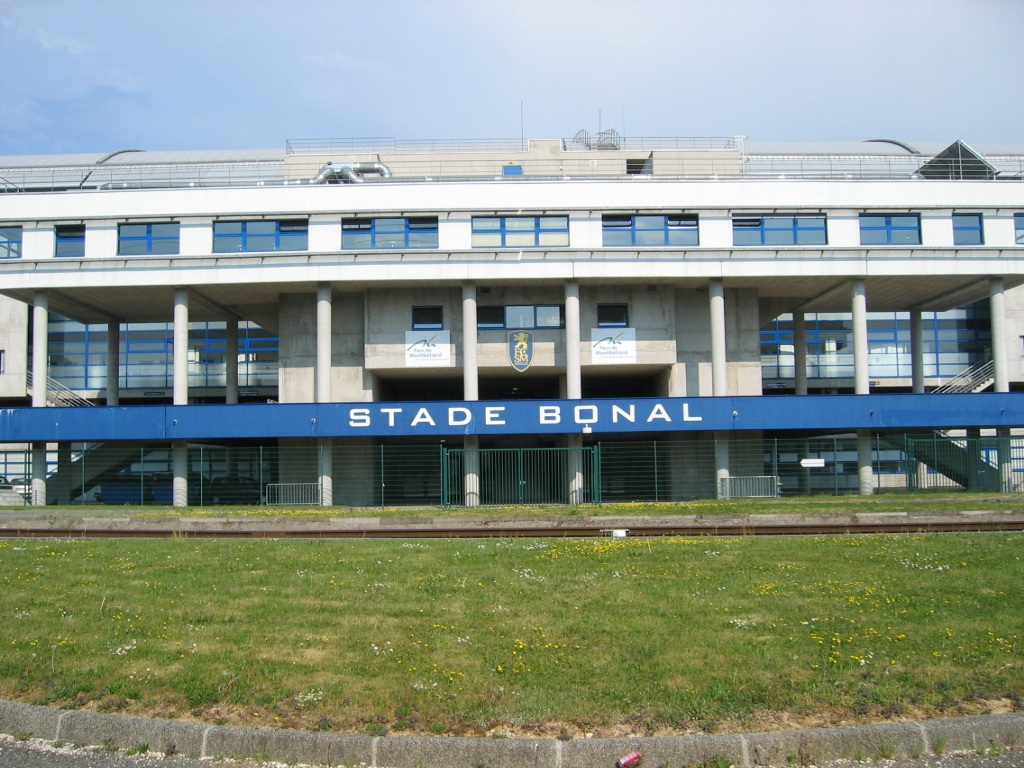
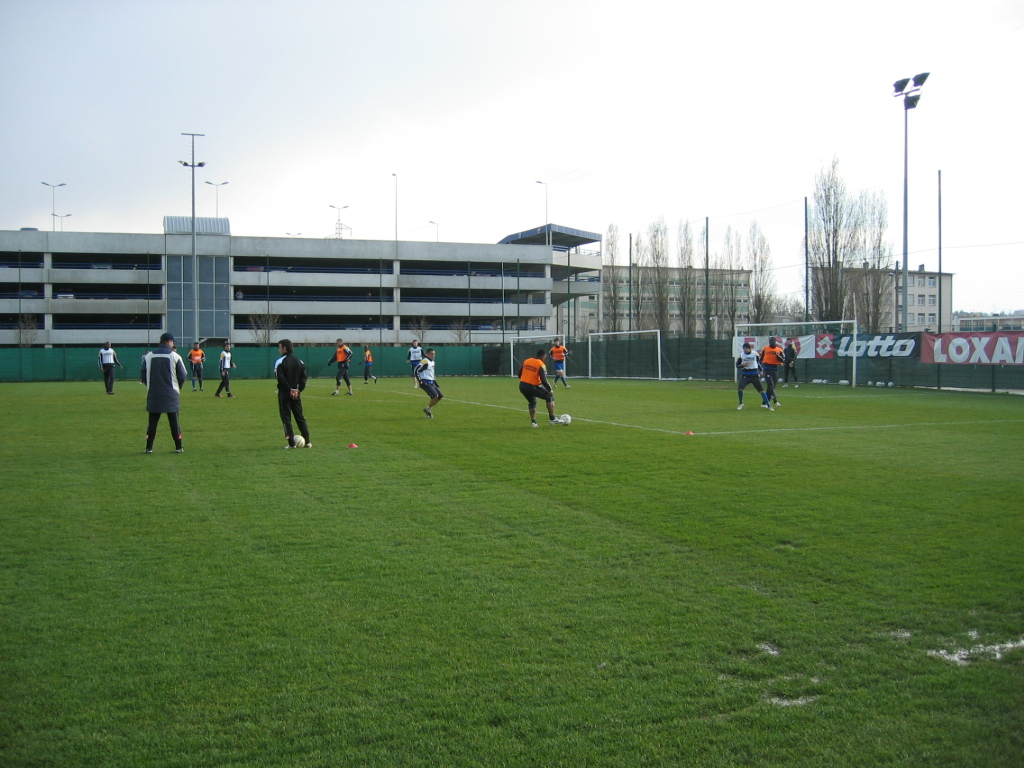
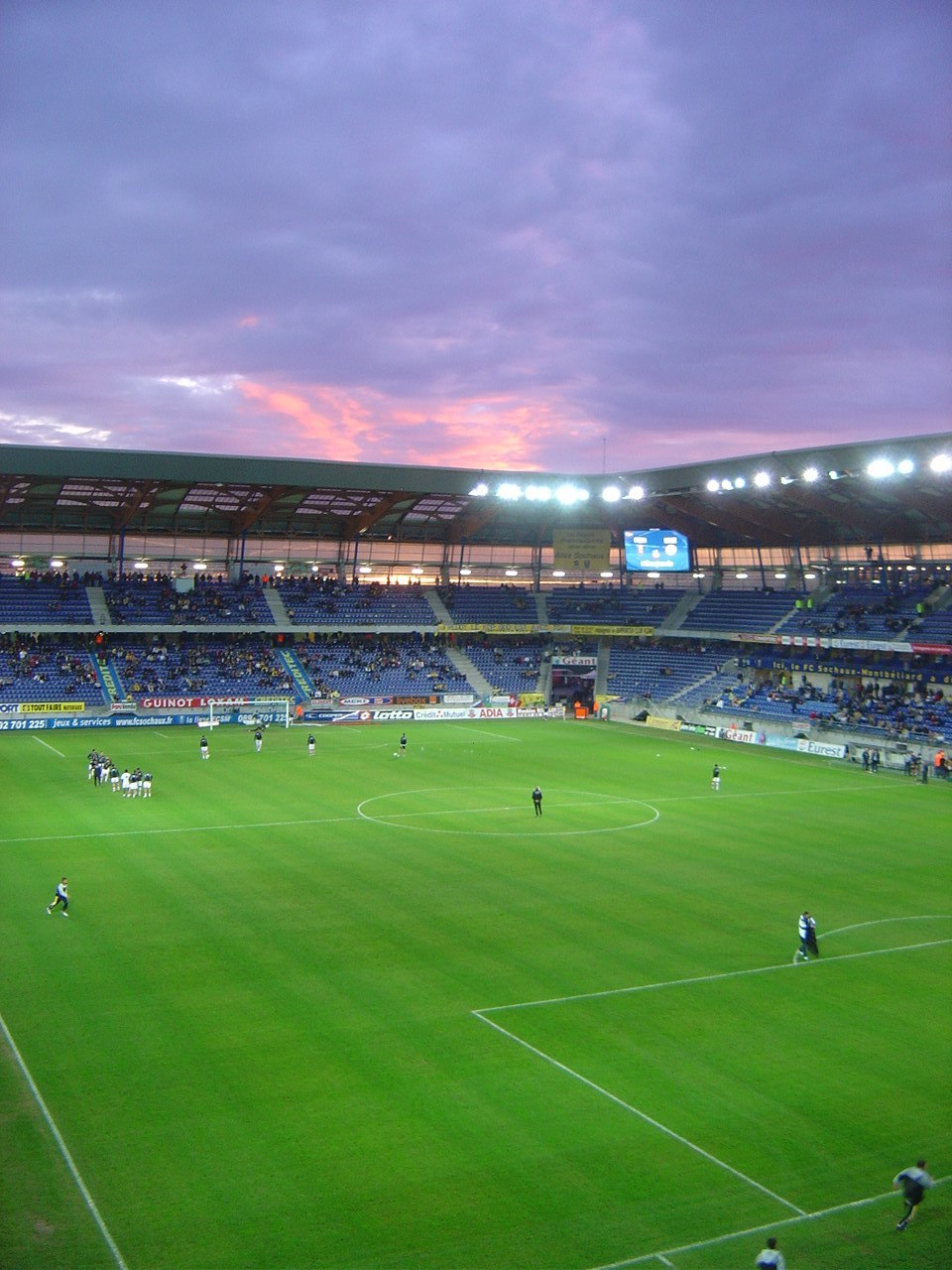

Réalisé par tranche, le stade a ainsi pu accueillir les matches pendant toute la durée des travaux, avec bien entendu une capacité d'accueil limitée : 7 000 spectateurs au début, puis 9 000, puis 13 000 et enfin 20 005 dans sa configuration définitive. Doté uniquement de places assises, couvertes et proches du terrain (grâce à la suppression de la piste d'athlétisme), le nouveau stade Bonal offre désormais toutes les garanties de confort et de sécurité aux spectateurs et supporters.
Le nouveau stade a pour particularité d'être doté d'une pelouse chauffée, ce qui est une première en France. Cet équipement permet d'offrir de meilleures conditions durant les froids hivers francs-comtois. Sous la pelouse sont enterrés environ 28 000 mètres de résistances chauffantes (en aluminium), qui entrent en fonction dès que la température extérieure descend sous 3 °C. La charpente des tribunes du stade Bonal présente également la particularité d'être réalisée en bois d'épicéa. Le confort et la sécurité de la modernisation du stade s'est traduit par une augmentation significative de l'affluence des supporters sochaliens.

#### Inauguration
La nouvelle enceinte a été inaugurée le 22 juillet 2000, à l'occasion du Trophée des champions opposant le FC Nantes à l'AS Monaco. Aux tirs au but, ce sont ces derniers qui s'imposent à l'issue d'une journée de fête, le lever de rideau proposant au public une rencontre entre anciens joueurs du club. Une manière de lier le passé à l'avenir. Le FC Sochaux-Montbéliard y effectuera dans la foulée l'une des plus belles saisons à domicile de son histoire, entouré d'un public qui vient en nombre assister aux matches dans un confort qui tranche nettement avec l'ancien Stade Auguste Bonal.

#### Retour des tribunes debout
En 2018, le stade a été choisi, aux côtés des stades d'Amiens, de Lens et de Saint-Étienne, pour expérimenter des tribunes debout, interdites depuis la catastrophe de Furiani en 1992.

## Matchs internationaux

### Équipes de France de Football
Sélection masculine
L'équipe de France de football n'est venue jouer qu'une seule fois dans le cadre des Éliminatoires du championnat d'Europe de football 2008 à Bonal contre les îles Féroé (5-0), le 11 octobre 2006, les buteurs sont : Louis Saha (but à la 1re minute), Thierry Henry, Nicolas Anelka et David Trezeguet (doublé).
| Date            | Compétition             | Équipe 1 | Équipe 2   | Score | Affluence |
| --------------- | ----------------------- | -------- | ---------- | ----- | --------- |
| 11 octobre 2006 | Éliminatoires Euro 2008 | France   | Îles Féroé | 5 - 0 | 19 314    |

Sélection féminine
| Date            | Compétition | Équipe 1 | Équipe 2 | Score | Affluence |
| --------------- | ----------- | -------- | -------- | ----- | --------- |
| 25 octobre 2024 | Amical      | France   | Jamaïque | 3 - 0 | 11 251    |

Sélection espoirs
| Date         | Compétition | Équipe 1 | Équipe 2   | Score | Affluence |
| ------------ | ----------- | -------- | ---------- | ----- | --------- |
| 25 mars 2024 | Amical      | France   | États-Unis | 2 - 2 | 12 475    |

### Équipe de France de Rugby à XV
L'équipe de France de rugby à XV n'est venue jouer qu'une seule fois pour un Test Match contre l'Iles du Pacifique (42-17), le 15 novembre 2008. Les marqueurs d'essais sont : Dimitri Szarzewski, Sébastien Tillous-Borde, Cédric Heymans, Louis Picamoles et Maxime Médard pour la France et Epi Taione pour les Iles du Pacifique.
| Date             | Compétition | Équipe 1 | Équipe 2          | Score   | Affluence |
| ---------------- | ----------- | -------- | ----------------- | ------- | --------- |
| 15 novembre 2008 | Amical      | France   | Pacific Islanders | 42 - 17 | 19 645    |

## Coupe de France
En tant que stade à vocation régionale, le stade accueille des matchs de coupe de France pour des clubs régionaux. 
| Date            | Tour                                                                  | Équipe                           | Adversaire                             | Score | Affluence |
| --------------- | --------------------------------------------------------------------- | -------------------------------- | -------------------------------------- | ----- | --------- |
| 25 février 1992 | Trente-deuxième de finale de la Coupe de France de football 1991-1992 | Fesches-le-Châtel (D5)           | SEC Bastia (D2)                        | 0 - 1 | 5 000     |
| 13 janvier 1996 | Trente-deuxième de finale de la Coupe de France de football 1995-1996 | FC Pont-de-Roide Vermondans (D6) | Girondins de Bordeaux (D1)             | 1 - 4 | 8 025     |
| 12 février 2000 | Seizième de finale de la Coupe de France de football 1999-2000        | US Baume-les-Dames (D5)          | Paris SG (D1)                          | 0 - 2 | 9 607     |
| 11 février 2020 | Quart de finale de la Coupe de France de football 2019-2020           | ASM Belfort (D4)                 | Stade rennais (D1)                     | 0 - 3 | 19 506    |
| 28 octobre 2023 | 6ème tour de la Coupe de France de football 2023-2024                 | FC Grandvillars (D6)             | Football Club Sochaux-Montbéliard (D3) | 0-1   | 4 447     |

## Records d'affluence
Le record est détenu par l'ancien stade lors d'un match de D1 entre Sochaux et Saint-Étienne le 16 mai 1976 avec 20 886 spectateurs.
Le record d'affluence dans la nouvelle enceinte est actuellement de 19 992 spectateurs exactement lors de la venue de l'Olympique de Marseille  pour le compte de la 30e journée de Ligue 1, le 14 avril 2010.

## Aire de jeu
L'aire de jeu du stade Bonal a une longueur de 106 mètres pour une largeur de 68 mètres. La pelouse est à l'heure actuelle semi-synthétique et chauffée. Cette dernière caractéristique n'est plus unique en France depuis la construction du Grand Stade de Lille.

## Évènements
- Le 15 juin 1963 a eu lieu au Stade Bonal la finale de l'édition 1963 de la Coupe Charles Drago. À domicile, les Lionceaux du FC Sochaux-Montbéliard y ont battu l'UA Sedan-Torcy, alors l'une des meilleures équipes de première division, sur le score de 5 à 2.
- Le 13 juin 1964 a eu lieu au Stade Bonal la finale de l'édition 1964 de la Coupe Charles Drago. Devant leur public, les locaux du FC Sochaux-Montbéliard y ont battu l'US Forbach sur le score de 4 à 0.
- Le 22 juin 2000, le Stade Bonal accueille le Trophée des champions opposant le FC Nantes à l'AS Monaco à l'occasion de l'inauguration de la nouvelle enceinte. Victoire de Monaco: 0-0, 6-5 aux t.a.b..
- Le 3 juin 2009, 25 000 spectateurs ont assisté au concert de Johnny Hallyday pour sa dernière tournée baptisée Tour 66.
- Le 5 juin 2012, Johnny Hallyday s'est produit une nouvelle fois à Bonal pour un nouveau concert nommé Jamais Seul.
- Le 17 mai 2014, le locataire du stade, le FC Sochaux-Montbéliard, alors club détenant le record de longévité en Ligue 1, perd 0-3 contre l’ETG FC et est relégué en Ligue 2